# Distrito de Camporredondo

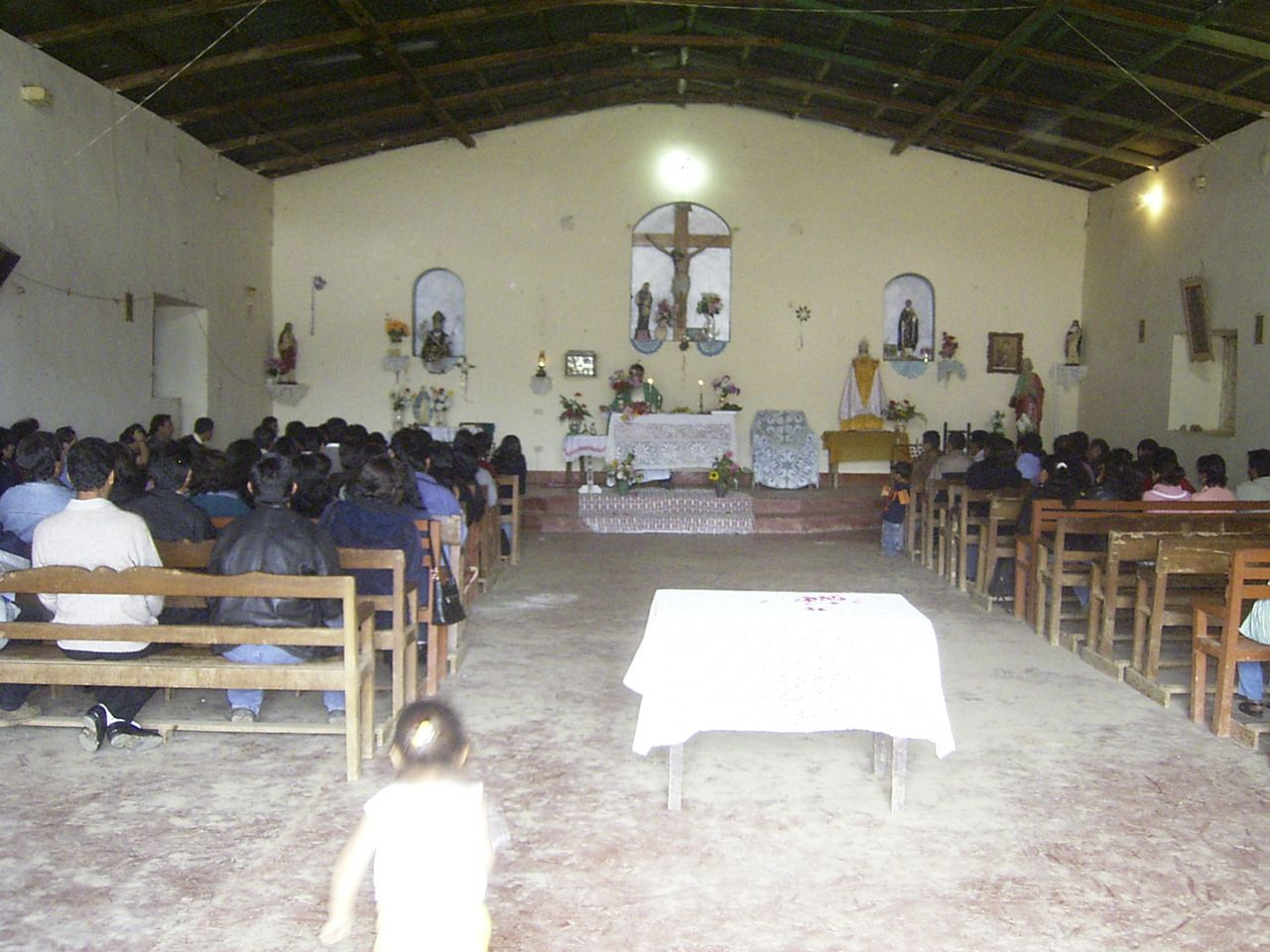
La iglesia parroquial de Camporredondo.

El distrito de Camporredondo es uno de los veintitrés que conforman la provincia de Luya, ubicada en el departamento de Amazonas, en el Nororiente del Perú. Limita por el Norte con la provincia de Utcubamba; por el Este con el distrito de Conila y el distrito de Ocalli; por el Oeste con el departamento de Cajamarca y; por el Sur con el distrito de Providencia.
Desde el punto de vista jerárquico de la Iglesia católica forma parte del diócesis de Chachapoyas.

## Toponimia
El distrito fue nombrado en su Ley de creación del 3 de noviembre de 1933, como homenaje a José Braulio del Camporredondo, un político, teólogo y conocedor de leyes chachapoyano que fue el principal gestor de la creación del departamento de Amazonas.

## Historia
El distrito fue creado el 3 de noviembre de 1933 mediante Ley N.º 7877, en el gobierno del Presidente Óscar R. Benavides.

## Geografía
Abarca una superficie de 376,01 km² y tiene una población estimada superior a los 5 000 habitantes. 

### Orografía
El distrito está atravesado por la cordillera central de los Andes y destacan entre sus principales picos: Cunamia (significa cumbre de nieves), Cóndor-Puñuna (significa durmiente de cóndores), Huixocunga (significa cuello torcido), y la pequeña Meseta De Pucho.

### Hidrografía
El distrito está circundado por varios ríos, siendo el más caudaloso el río Marañón que sirve como límite con el Departamento de Cajamarca, también destaca el río Guangozá y sus afluentes como el San Francisco, El Trancahuaico, El Gramalote, El Jaipe, son también parte de la hidrografía los Ríos Júmite y Huamboya, así como la Laguna de Danja. Finalmente, a nivel del distrito, ninguno de los Ríos son utilizados para regadíos en la agricultura ni para usos energéticos.

## División administrativa
| - Camporredondo (San Pedro de Cocochillo) - Cococho - Cococho Rural - Chirapishpa - El Rejo - San Juan - Lago-Rojo - El Palto - Condorpuñuna - Potrero - Las Aguas - Limones I - San José del Rejo - Pillías - La Colpita - Progreso - Vícush - Manya - El Paraíso | - Jaipe - Galeras - Túpac Amaru - La Libertad - Anguche - Comia - Apanguray - Ocsho - San Francisco - Puquio - Playa Grande - Pacaycolpa - Cedro - Corazón - Las Palmas - Guadalupe - Carpintero - Santa Teresa - Pampagrande - Danja |

La mayoría de los pueblos y caseríos del distrito de Camporredondo están ubicados en la montaña, algunos se ubican a las orillas del río Marañón.

## Patrimonio
Camporredondo ofrece varios lugares atractivos para turistas como ruinas de la cultura chachapoyas. También destaca su gran variedad de frutas nativas.

### Población
El distrito ha sufrido la emigración de su población, especialmente la de menor edad, a otras ciudades, especialmente a Chachapoyas y a la costa peruana. Destaca como centro receptor la ciudad de Lima. Los móviles principales son el estudio y búsqueda de trabajo.

### Clima
El clima varía entre el templado al templado cálido, medianamente frío en las partes más altas. La temperatura es suave, las estaciones no son bien marcadas, sin embargo se presenta dos etapas definidas, las lluvias, que generalmente van desde noviembre hasta abril y la sequía que se presenta entre junio a octubre.

## Autoridades

### Municipales
- 2015 - 2018[2]
  - Alcalde: Ceiber Albert Lozano Vásquez, de Fuerza  Amazonence.
  - Regidores:

### Policiales
- Comisario:  SOB.PNP ROEL JORGE DELGADO JESSEN

### Religiosas
- Obispo de Chachapoyas: Monseñor Emiliano Antonio Cisneros Martínez, OAR.

### Fiscalía
-Guido Andrey Ojeda Torres -Fiscal Titular -Jefe- de la Fiscalía Provincial Mixta de Ocalli-2016
-Jorge Apaza Ancco-Fiscal Titular Adjunto.
-Manuel Antonio Cieza Sotomayor-Fiscal Titular Adjunto.
-Frank Cruz Rodríguez-Especialista en Función Fiscal

## Festividades
La fiesta patronal de la capital Camporredondo se celebra del 28 al 30 de junio, en honor al Santo Patrón: el Apóstol San Pedro. 
Asimismo, celebran la festividad de La Santísima Cruz de Pucho y el Domingo de Ramos. 
Como comidas típicas se conoce el Locrito de Plátano, el Shurumbe o Yuca Chic Chic, el Tacacho con Chancho, el Mechado entre otros. Entre las bebidas más destacadas tenemos a La Mistela (preparado con Aguardiente, Chancaca, Canela y Clavo de Olor), la Cocopa de Plátano, la chicha, el Guarapo (jugo de caña de azúcar fermentado), almeñique y el Rompope.

## Economía
Su economía está basada, principalmente, en la producción y venta de café, como segunda forma de ganancia queda:
- Ganadería
- Agricultura